# 阿溫達山
44°33′33″N 34°12′35″E / 44.55917°N 34.20972°E
阿溫達山是烏克蘭的山峰，位於克里米亞共和國，處於克里米亞南岸，屬於克里米亞山脈的一部分，海拔高度1,472米，山體由石灰岩組成。